# Раєвський сільський округ
Ра́євський сільський округ (каз. Раевка ауылдық округі, рос. Раевский сельский округ) — адміністративна одиниця у складі Шортандинського району Акмолинської області Казахстану. Адміністративний центр — село Раєвка.
Населення — 1110 осіб (2021; 1484 у 2009, 1721 у 1999, 2162 у 1989).
Станом на 1989 рік існувала Раєвська сільська рада (села Гуляйполе, Лукашовка, Новографське, Раєвка).

## Склад
До складу округу входять такі населені пункти:
| Населений пункт    | Населення, осіб (1989) | Населення, осіб (1999) | Населення, осіб (2009) | Населення, осіб (2021) |
| ------------------ | ---------------------- | ---------------------- | ---------------------- | ---------------------- |
| Гуляйполе, село    | 679                    | 449                    | 364                    | 250                    |
| Єгемен, село       | 284                    | 263                    | 189                    | 104                    |
| Новографське, село | 135                    | 183                    | 127                    | 116                    |
| Раєвка, село       | 1064                   | 826                    | 804                    | 640                    |